# Liste der Mitglieder des Landtages (Freistaat Oldenburg) (5. Wahlperiode)
Diese Liste gibt einen Überblick über alle Mitglieder des Landtages des Freistaates Oldenburg in der 5. Wahlperiode (1931–1932). Die Wahl zum Oldenburgischen Landtag fand am 17. Mai 1931 statt, die Wahlbeteiligung betrug 74,9 %.

## Zusammensetzung
| Fraktion                        | Sitze |
| ------------------------------- | ----- |
| NSDAP                           | 19    |
| SPD                             | 11    |
| Zentrum                         | 09    |
| KPD                             | 03    |
| DNVP                            | 02    |
| DVP                             | 02    |
| DStP                            | 01    |
| CNBL (Oldenburgisches Landvolk) | 01    |

## Abgeordnete
| Name                          | Lebensdaten | Fraktion | Anmerkungen                                             |
| ----------------------------- | ----------- | -------- | ------------------------------------------------------- |
| Hinrich Abel                  | 1884–1954   | NSDAP    |                                                         |
| Heinrich große Beilage        | 1885–1955   | CNBL     |                                                         |
| Heinrich Böhmcker             | 1896–1944   | NSDAP    |                                                         |
| Alois Brendebach              | 1896–1991   | Zentrum  |                                                         |
| Paul Brodek                   | 1884–1942   | SPD      | Bekanntgabe der Mandatsniederlegung am 20. Oktober 1931 |
| Carl Albert Bunnemann         | 1877–1949   | DNVP     |                                                         |
| Adolf Burgert                 | 1888–1952   | SPD      |                                                         |
| Georg Coldewey                | 1887–1962   | NSDAP    |                                                         |
| Ernst Daun                    | 1863–1936   | NSDAP    |                                                         |
| Gustav Ehlermann              | 1885–1936   | DStP     |                                                         |
| Heinrich Eichler              | 1876–1932   | NSDAP    |                                                         |
| Johann Eilts                  | 1894–1945   | KPD      |                                                         |
| Karl Fick                     | 1881–1945   | SPD      |                                                         |
| Friedrich Frerichs            | 1882–1945   | SPD      |                                                         |
| Heinrich Fröhle               | 1879–1966   | Zentrum  |                                                         |
| Anton Göhrs                   | 1884–1944   | Zentrum  |                                                         |
| Hermann Hagstedt              | 1884–1966   | SPD      |                                                         |
| Franz Hartong                 | 1882–1945   | DVP      |                                                         |
| Otto Herzog                   | 1900–1945   | NSDAP    |                                                         |
| Diedrich Hobbie               | 1897–1949   | NSDAP    |                                                         |
| Friedrich Iffland             | 1871–1944   | SPD      |                                                         |
| Wilhelm Jacobs                | 1883–1966   | SPD      |                                                         |
| Heinrich Janßen               | 1899–1941   | NSDAP    |                                                         |
| Georg Joel                    | 1898–1981   | NSDAP    |                                                         |
| Peter Käuser                  | 1888–1962   | Zentrum  |                                                         |
| Hinrich Kaper                 | 1878–1964   | SPD      |                                                         |
| Martin Kerwitz                | 1883–1936   | NSDAP    |                                                         |
| August Krause                 | 1884–1948   | SPD      | nachgerückt am 28. Oktober 1931 für Paul Brodek         |
| Johann Lahmann                | 1883–1935   | SPD      |                                                         |
| Bernhard Meyer                | 1901–1984   | NSDAP    |                                                         |
| Franz Meyer                   | 1882–1945   | Zentrum  |                                                         |
| Gustav Meyer                  | 1890–1972   | NSDAP    |                                                         |
| Julius Meyer                  | 1875–1934   | SPD      | Bekanntgabe der Mandatsniederlegung am 25. Februar 1932 |
| Gerhard Müller (genannt Paul) | 1882–1953   | KPD      |                                                         |
| Leonhard Niehaus              | 1896–1978   | NSDAP    |                                                         |
| Gustav Nutzhorn               | 1886–1981   | NSDAP    |                                                         |
| Ernst Osterloh                | 1889–1967   | DNVP     |                                                         |
| Karl Reich                    | 1895–1962   | NSDAP    |                                                         |
| Carl Röver                    | 1889–1942   | NSDAP    |                                                         |
| Wilhelm Sante                 | 1886–1961   | Zentrum  |                                                         |
| Bernhard Sieverding           | 1896–1973   | Zentrum  |                                                         |
| Anton Themann                 | 1886–1965   | Zentrum  |                                                         |
| Heinrich Thümler              | 1887–1969   | NSDAP    |                                                         |
| Otto Thye                     | 1886–1947   | NSDAP    |                                                         |
| Heinrich Wagner               | 1886–1945   | KPD      |                                                         |
| Heinrich Wempe                | 1880–1969   | Zentrum  |                                                         |
| August Weyand                 | 1876–1951   | DVP      |                                                         |
| Herbert Wild                  | 1886–1969   | NSDAP    |                                                         |
| Ilsa Wübbenhorst              | 1885–1966   | SPD      | nachgerückt am 30. März 1932 für Julius Meyer           |
| Emil Zimmermann               | 1885–1966   | SPD      |                                                         |